# Айхщет
Айхщет (на немски: Eichstätt) е голям окръжен град в Горна Бавария с 13 146 жители (към 31 декември 2012).
Първите следи от хора в областта на Айхщет са от 10 хилядолетие пр.н.е. В града се намира „Католическия университет Айхщет-Инголщат“ (Katholische Universität Eichstätt-Ingolstadt).